# 约翰·米德尔顿
约翰·米德尔顿（英語：John Middleton，1906年6月21日—1991年1月24日），英国前男子自行车运动员。他曾代表英国参加1928年夏季奥林匹克运动会自行车比赛，获得男子团体公路赛银牌。